# Fuzzy Door Productions
Fuzzy Door Productions, Inc. ist eine von Seth MacFarlane gegründete Produktionsfirma. Die Firma dient in erster Linie der Produktion von MacFarlenes Serien und Kinofilmen.
Zu den bekanntesten Produktionen der Firma gehören die animierten Serien Family Guy, American Dad, die Family-Guy-Spin-off-Serie The Cleveland Show und die Science-Fiction-Serie The Orville.
Der Name der Firma geht auf die mit Leopardenfell bedeckte Haustür des Hauses zurück, in dem Seth MacFarlane lebte, als er auf die Rhode Island School of Design ging.

## Produktionen

### Serien
- 1999–2003, seit 2005: Family Guy
- seit 2005: American Dad
- 2007: The Winner
- 2009–2013: The Cleveland Show
- 2013–2014: Dads
- 2015–2016: Blunt Talk
- 2016: Bordertown
- 2017: The Long Road Home
- seit 2017: The Orville

### Filme
- 2012: Ted
- 2014: A Million Ways to Die in the West
- 2015: Ted 2